# Лаура Манчини
Лàура Виктòрия Манчѝни (на италиански: Laura Vittoria Mancini, на френски: Laure Victoire Mancini; * 6 май 1636, Рим, Папска държава; † 8 февруари 1657, Париж, Кралство Франция) е чрез брак херцогиня на Вандом и на Меркьор и майка на великия генерал Луи-Жозеф дьо Вандом.
Тя е племенница на кардинал Мазарини и най-голямата от известните пет сестри Манчини, които заедно с двете им братовчедки Мартиноци са известни в двора на крал Луи XIV с името Мазаринетки.

## Произход
Лаура е първото дете на барон Микеле Лоренцо Манчини (* 1602, † 1656), некромант, алхимик и астролог, и на Джеронима/Джиролама Мазарини (* 1614, † 1656), сестра на кардинал Мазарини. Има трима братя и шест сестри:
- Паоло Джулио (* 1636, † 1652 или 1654)
- Олимпия (* 1638; † 1708), графиня на Соасон като съпруга на Евгений Маврикий Савойски-Каринян, майка на известния пълководец принц Евгений Савойски
- Мария (* 1639, † 1715), първата голяма любов на крал Луи IV, съпруга на Лоренцо Колона, принц на Палиано
- Филипо Джулио (* 1641, † 1707), херцог на Невер (от 1660), рицар на Ордена на Светия Дух и лейтенант от Първа рота на кралските мускетари (преди граф Д'Артанян), съпруг на Диан Габриел Дама
- Маргарита (* 1643)
- Алфонс (* 1644, † 1658)
- Хортензия (* 1646, † 1699), съпруга на Арман-Шарл дьо ла Порт, херцог дьо Ла Мейлере, любовница на крал Чарлз II
- Анна (* 1647)
- Мария Анна (* 1649, † 1714) съпруга на Морис Годфроа дьо Ла Тур д'Оверн, херцог на Буйон, племенник на известния маршал на Франция Тюрен, покровителка на Жан льо Лафонтен

Семейство Манчини не са единственото семейство от жени, които кардинал Мазарини приема във френския двор. Другите братовчедки на Лаура са дъщерите на по-голямата сестра на Мазарини. Най-голямата, Лаура Мартиноци, се омъжва за Алфонсо IV д'Есте, херцог на Модена и Реджо, и е майка на Мария Беатриче д'Есте, втора съпруга на Джеймс II. По-младата, Анна Мария Мартиноци, се омъжва за Арман, принц на Конти.

## Биография
Лаура получава името Виктория в чест на баба си по бащина линия Виктория Капочи. Чрез влиянието на своя вуйчо – кардинал Мазарини, личен съветник на Луи XIV, Лаура и семейството ѝ са поканени във Франция, до която достигат на различни групи. През 1653 г. тя напуска Рим с брат си Паоло, сестра си Олимпия и братовчедка си Анна Мария. Семейството живее в Пале Роял в Париж – дом на кралица Анна и на нейните синове Луи XIV и Филип I Орлеански.
След плана да се омъжи за Луи-Шарл дьо Ногаре дьо Ла Валет, херцог на Канде, Лаура е дадена за жена на Луи дьо Бурбон-Вандом, херцог на Меркьор, син на херцога на Вандом, който е незаконен син на Анри IV от Франция и Габриел д'Естре.
Лаура се омъжва за Луи в Пале Роял в Париж на 4 февруари 1651 г., като по този начин става херцогиня на Меркьор. 39-годишният херцог веднага се влюбва в съпругата си и неговата привързаност е споделена. Тя му ражда трима синове в бърза последователност, най-големият от които (Луи-Жозеф дьо Вандом) е известен командир във войните на Великия съюз и Испанското наследство.

На 7 февруари 1657 г. 20-годишната Лаура умира след раждането на сина си Жул-Сезар, кръстен в чест на неговия дядо и кардинал. Погребана е в Париж. Съпругът ѝ се оттегля от обществения живот, за да стане кардинал, осигурявайки образованието на децата си чрез сестра ѝ Мария Анна, херцогиня на Буйон.
- Лаура Манчини
- Луи дьо Бурбон-Вандом,
 съпруг

## Брак и потомство
∞ 4 февруари 1651 в Пале Роял в Париж за Луи дьо Бурбон-Вандом (* октомври 1612, Париж; † 12 август 1669, Екс ан Прованс), херцог на Меркьор, през 1665 г. 5-и херцог на Вандом, херцог на Етамп и граф на Пантиевър, син на херцога на Вандом Сезар дьо Бурбон-Вандом – незаконен син на френския крал Анри IV и Габриел д'Естре, от когото има трима сина:
- Луи-Жозеф дьо Бурбон-Вандом (* 1 юли 1654, Париж; † 11 юни 1712, Винарос), 6-и херцог на Вандом като Луи III (1669 – 1712), херцог на Бофор (1669 – 1688), херцог на Меркьор (1669), херцог на Етамп и граф на Пантиевър 1669 г., граф на Дрьо и принц на Ане и Мартиг; ∞ за Мария-Анна дьо Бурбон, от която няма деца
- Филип дьо Бурбон-Вандом, наричан „Приорът на Вандом“ (* 1655, Париж; † 1727, Париж), 7-и и последен херцог на Вандом, неженен и бездетен
- Жул Сезар дьо Бурбон-Вандом (* 1657, † 1660)

- Децата на Лаура
- Луи-Жозеф
- Филип